# Červený rybník (přírodní památka)
Červený rybník je přírodní památka ev. č. 5811, která se nachází v okresu Česká Lípa u osady Pihel. Rozloha chráněného území činí přibližně 9,56 ha. Od roku 2004 je zařazen v seznamu EVL (evropsky významné lokality) a 10. 10. 2013 byl vyhlášen přírodní památkou. Předmětem ochrany této evropsky významné lokality je nevápenité slatiniště, navazující podmáčené porosty náletových dřevin a populace ohrožených druhů rostlin a živočichů, především výskytu srpnatky fermežové (Hamatocaulis vernicosus).

## Lokalita
Přírodní památka se nalézá v Libereckém kraji, v okrese Česká Lípa, v ORP Nový Bor na katastrálním území obce Pihel. Najdeme ji na severním břehu Červeného rybníka, který leží mezi Českou Lípou a Novým Borem, asi 300 metrů od hlavní silnice, která mezi městy vede. V nadmořské výšce 290–297 m. U jihovýchodního úpatí vrchu Lípovec. Z rybníka vytéká Pihelský potok, který se po 2 km vlévá do Dobranovského potoka, spadajícího do povodí Ploučnice.

## Historie
Jméno Červený rybník je odvozeno podle červenohnědého zbarvení vody, které má důvod v přilehlých rašeliništích. První zmínky jsou už ze 16. století. Od 18. století patřil novozámecké vrchnosti. Na konci 50. let 20. století byl vypuštěn a z jeho dna a okolí byla po dobu 8 let těžena rašelina pro zúrodňování půdy. Rybník se vytěžením rašeliny výrazně zvětšil a byl opětovně napuštěn. Od druhé poloviny 60. let 20. století byl postupně upravován a sloužil k rekreaci. V roce 2004 byl zařazen na seznam EVL (evropsky významné lokality) a 10. 10. 2013 byl vyhlášen přírodní památkou.

## Přírodní poměry
Území leží při severním okraji české tabule, na podloží křídových pískovců. Přírodní památka je vymezena na severním břehu Červeného rybníka, který se nachází v těsném sousedství silnice I/9 mezi Českou Lípou a Novým Borem, přibližně 1,5 km jižně od Nového Boru. Území spadá do mírně teplé klimatické oblasti. Z hlediska geomorfologického členění náleží lokalita k celku Ralská pahorkatina, podcelek Zákupská pahorkatina, okrsku Cvikovská pahorkatina. Reliéf přírodní památky je rovinatý, jedná se o plochý břeh rybníka s rozpětím nadmořských výšek 250-255 m v ploché sníženině při jihovýchodním úpatí vrchu Lípovec. Geologický podklad tvoří sedimentární komplex svrchněkřídového březenského souvrství (stupeň coniak). Půdními typy jsou histické gleje na západě a oglejené kambizemě v severovýchodní části území. Z Fytogeografického hlediska se lokalita nachází v mezofytiku v okrese Českolipská kotlina.

### Flóra a fauna
Samotný rybník není biologicky příliš bohatý, ale v historii zde byla udávána přítomnost bublinatek ( Utricularia sp.). Botanický charakter lokality je acidofilní a je zde i velmi vlhké prostředí, které hostí jak rašelinné, tak i typické lužní prvky. Dnes již došlo k značnému ochuzení lokality, nejspíše eutrofizací Červeného rybníka a hojnému zarůstání lokality. Bohužel díky tomu zde úplně zanikli populace bublinatek a výrazně se zmenšili rozlohy i diversity rašeliniště. Výzkum zde potvrdil populaci srpnatky fermežové ( Hamatocaulis vernicosus), která je důvodem ochrany EVL a patří svou rozlohou k nejvýznamnějším v Čechách. Vyhledává spíše otevřené stále podmáčené biotopy se slabě kyselým až slabě zásaditým pH. Roste v jižní části otevřené plochy, tvoří celistvé porosty, hlavně v místech s nízkým výskytem cévnatých rostlin. Celkovou plochu, kterou zde pokrývá se odhaduje na 10–15 m². Mezi rašelinné/slatinné rostliny se zde vyskytující patří například mochna bahenní (Potentilla palustris), třtina šedavá (Calamagrostis canescens), prstnatec májový ( Dactylorhiza majáles) a vrbovka bahenní (Epilobium palustre ). 
K nejvzácnějším nálezům se řadí početné populace mokřadní můry Arenostola phragmitidis z řádu motýlů (Lepidoptera), který je v Čechách velmi vzácný a v oblasti severních Čech byl tento druh nalezen pouze v Jestřebí a v EVL Bezručovo údolí. Zde tvoří tento druh největší známou populaci v Čechách. Z dalších vzácných druhů bezobratlých živočichů tu byli nalezeni: přástevník angreštový ( Rhyparia purpurata ), zobonosec borůvkový ( Hypena crassalis) z motýlů, z vážek: vážka žlutoskvrnná (Orthetrum coerulescens), z měkkýšů: vrkoč mnohozubý (Vertigo antivertigo) a kuželík tmavý (Euconolus praticola), z brouků mokřadní mandelinky: z rákosníčků Plateumaris bracata a Donacia cinerea a mandelinka Timarcha metallica.
Tyto výše napsané vzácné a ohrožené druhy bezobratlých určují zachovalost rašelinného bezlesí. Naproti tomu v okolních porostech se nacházejí pouze běžné a široce rozšířené druhy.

### Hydrologie
Velmi podstatným autoregulačním prvkem zdejší slatinné vegetace je vysoká hladina spodní vody rašeliniště, která je zdrojem vody pro rybník. V severní části malého přechodového slatiniště můžeme najít malé mělké tůňky spojené stružkou pomalu tekoucí vody. V březo-olšovém porostu se nachází prameniště pravostranného přítoku Dobranovského potoka, který náleží povodí Ploučnice.  

## Předmět ochrany
Předmětem ochrany je nevápnité slatiniště a podmáčené porosty náletových dřevin. Vyskytují se zde chráněné rostliny a živočichové (například vážka žlutoskvrnná – Orthetrum coerulescens), mokřadní plž vrkoč mnohozubý – Vertigo antivertigo, nebo některé vzácné druhy mandelinek). Ochrana je ale především zaměřena na populaci mechu srpnatky fermežové (Hamatocaulis vernicosus), která svou rozlohou a vitalitou patří k nejvýznamnějším populacím tohoto druhu v Čechách. Území přírodní památky je prakticky totožné s evropsky významnou lokalitou Červený rybník na katastru Chotovic u Nového Boru a Pihelu, vyhlášenou nařízením vlády č. 318/2013 Sb. ze dne 10. října 2013. Při inventarizačním průzkumu evropsky významné lokality Červený rybník bylo zaznamenáno celkem 523 druhů ze sledovaných skupin (měkkýši, pavouci, vážky, motýli, brouci, obojživelníci, plazi, ptáci, cévnaté rostliny a mechorosty). Z tohoto počtu je 21 druhů zařazeno na Červené seznamy ohrožených druhů a 6 druhů je zvláště chráněných.

## Plán zásahů a opatření
Sukcesní plochy náletových dřevin by měly být ponechány spontánní sukcesi, ale jsou možné slabé probírky. Potřebné je ponechat všechny velké dřeviny na dožití a následné zetlení, přestárlé stromy totiž mohou sloužit jako doupné stromy a tlející dřevo pak jako biotop pro různé organismy, jako jsou houby, bezobratlí nebo mechorosty.
Slatiniště by se mělo pravidelně kosit, nejlépe 1x za rok a minimálně 1x za 3 roky. Cílem je odstranění výmladků náletových dřevin a narušení travinobylinného patra. Část keřů by se měla na ploše ponechat kvůli zvýšení stanovištní diverzity. Odstraněná biomasa se musí odklízet buď za hranice přírodní památky nebo do sušších částí lokality bez výskytu významných druhů. V žádném případě se nesmí nechat ležet na místě a nesmí se pálit. Také je doporučeno nepoužívat těžkou techniku.
Dalším bodem plánu péče je rozšířit bezlesí východním směrem o zhruba 20 m, z důvodu zasahování populace srpnatky fermežové (H. vernicosus) do vrbových křovin, kde je druh ohrožen silným zastíněním.
Lokalita však obsahuje kromě populace srpnatky několik poměrně hodnotných rašelinných/slatinných elementů. Nejvýznamnější je populace kapradiníku bažinného (Thelypteris palustris) nacházející se v olšině přiléhající na centrální slatiniště. Který je naopak poměrně stínomilný druh a při případném rozšiřování slatiniště je třeba místo jeho výskytu z kácení dřevin vynechat, možno jen slabě prosvětlit. Také malá populace bradáčku vejčitého (Listera ovata) není spontánní sukcesí příliš ohrožena, ale i zde lze však porost slabě prosvětlit. Populace zbylých druhů jako je například: mochna bahenní, vrbovka bahenní a prstnatec májový (Potentilla palustris, Epilobium palustre a Dactylorhiza majalis) - jsou naopak zcela závislé na vhodném managementu území. Katastrofické následky by mohlo mít proniknutí eutrofní vody z Červeného rybníka do slatiniště, proto je potřeba pokusit se omezit intenzitu chovu ryb.
Samotný rybník má kvůli mokřadnímu charakteru lokality své speciální hospodaření. Proto je možné provádět na rybníku jen extenzivní rybniční vícehorkové hospodaření s periodou výlovu 3 až 6 let. Dále by se měly vyloučit další doprovodné aktivity spojené s intenzivním chovem, jako je přikrmování ryb, hnojení a vápnění. Také by se měly vylovit nežádoucí druhy rybí obsádky zejména: karas stříbřitý, střevlička východní. A neměly by se vysazovat geograficky nepůvodní druhy např.: amur bílý, tolstolobik bílý, tolstolobec pestrý a další. Dále pak je vyloučeno dlouhodobé vypouštění vody (letnění, zimování), protože by mohlo negativně ovlivnit vodní režim rašeliniště. Přípustná odchylka je stanovena manipulačním řádem na 10 cm s výjimkou krizových situací. Plán péče však umožňuje dočasné vypuštění z důvodu výlovu rybí obsádky.
Nejen hospodaření může ovlivnit kvalitu vody v rybníce, ale také místní ČOV, která se nachází zhruba 100 metrů severozápadním směrem od přírodní památky. Kvůli tomu by měl být zaveden kontinuální monitoring čištěné vody opouštějící objekt ČOV. 

## Turismus
K rybníku nevede žádná značená turistická trasa. Necelých 200 metrů daleko vede jednak rušná silnice mezi Novým Borem a Českou Lípou, při jižní straně silnice spojující obě části obce Pihel. Nejbližší stanice vlaku je 2 km vzdušnou čarou na SZ vzdálená Skalice u České Lípy na trati 080.

## Galerie

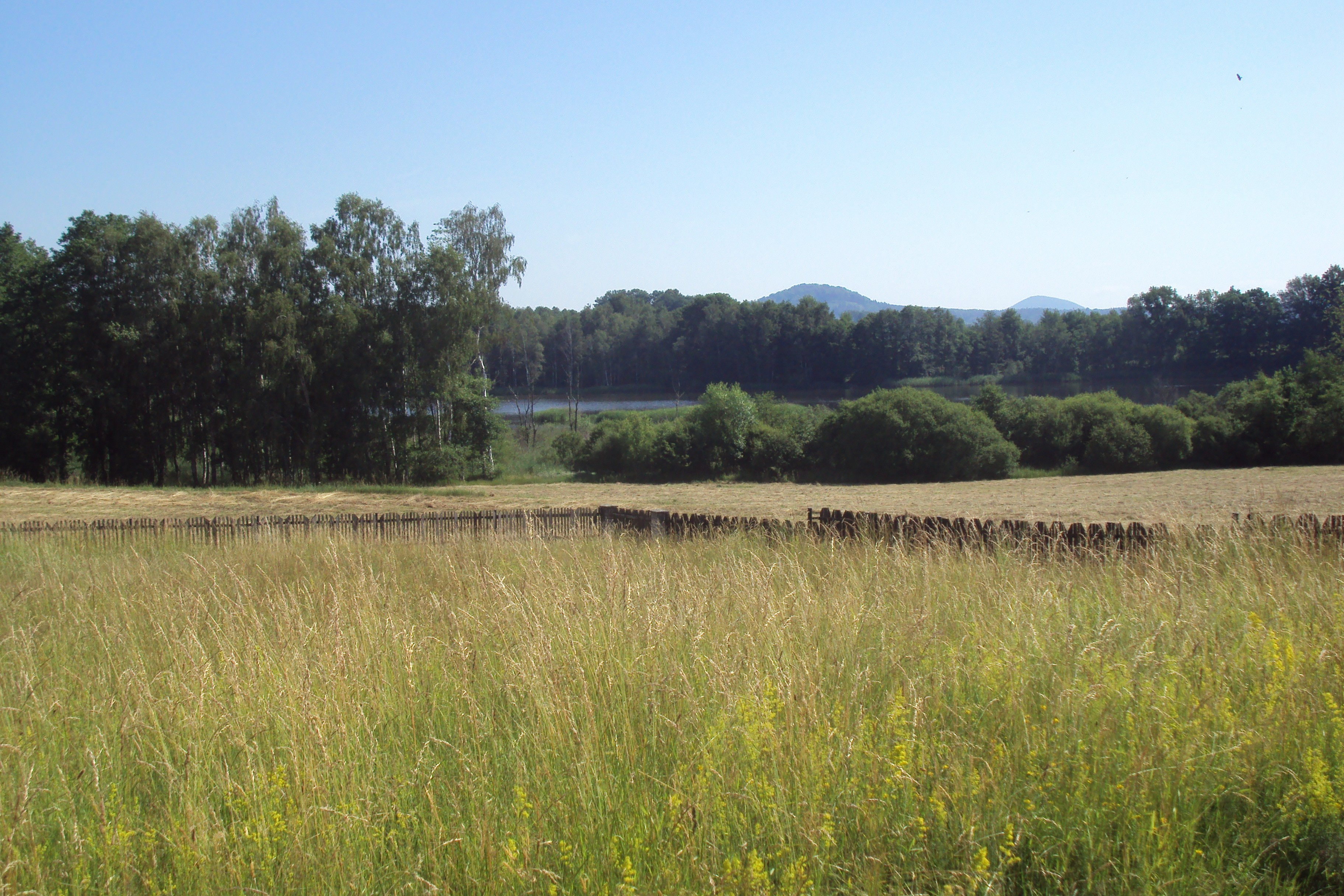
Celkový pohled od horní části vsi Pihel
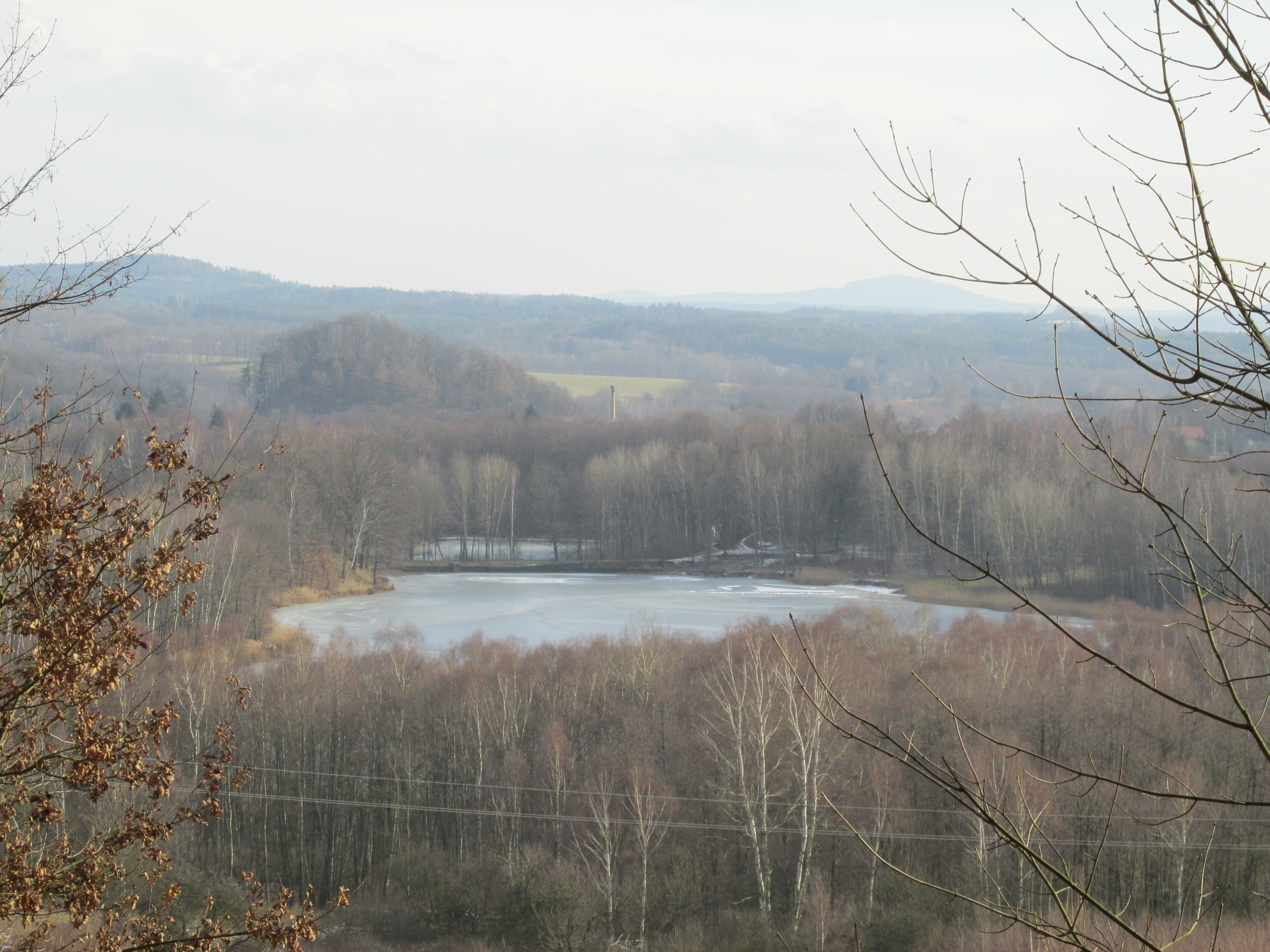
Celkový pohled z vrchu Lípovec
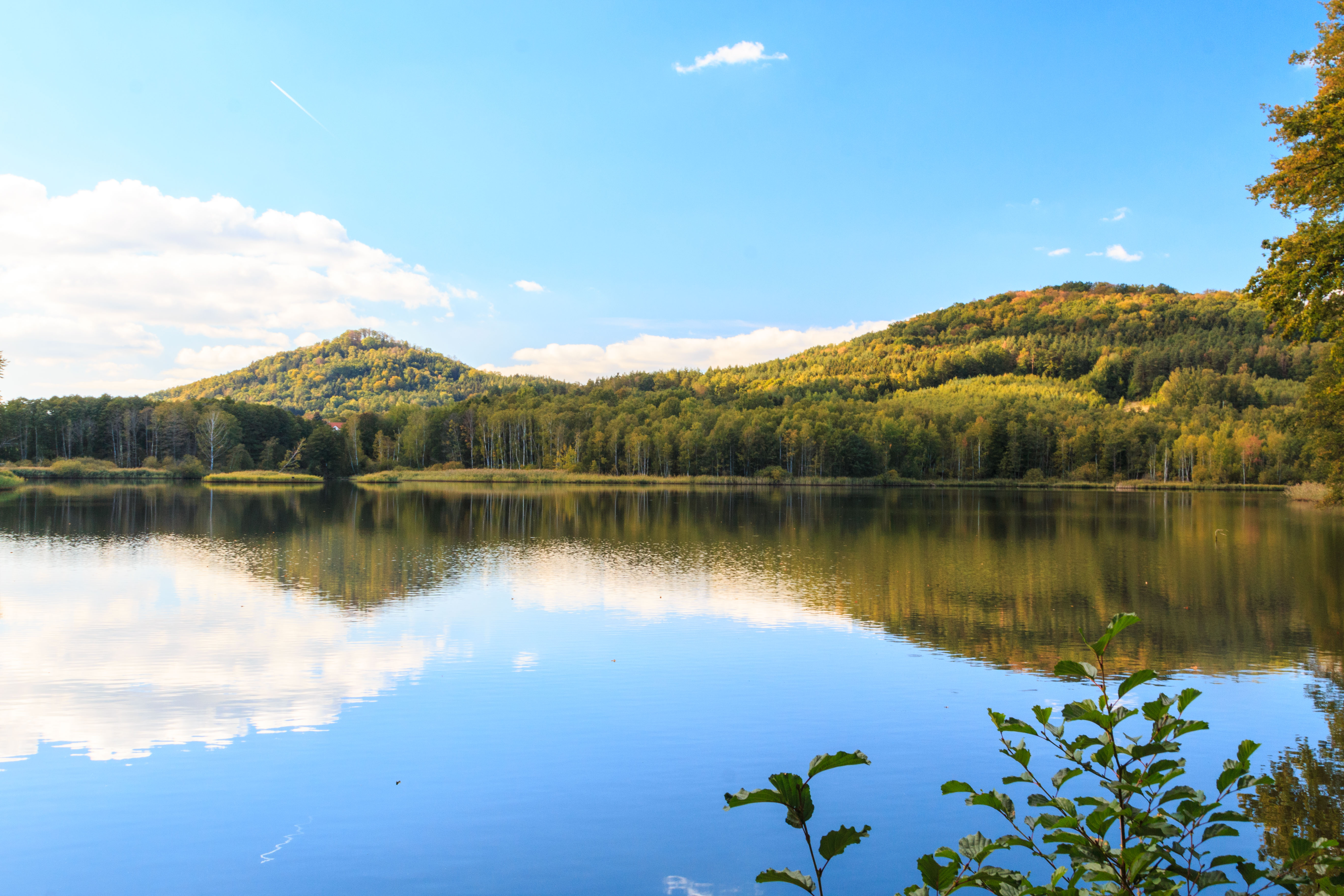
Pohled na rybník od hráze
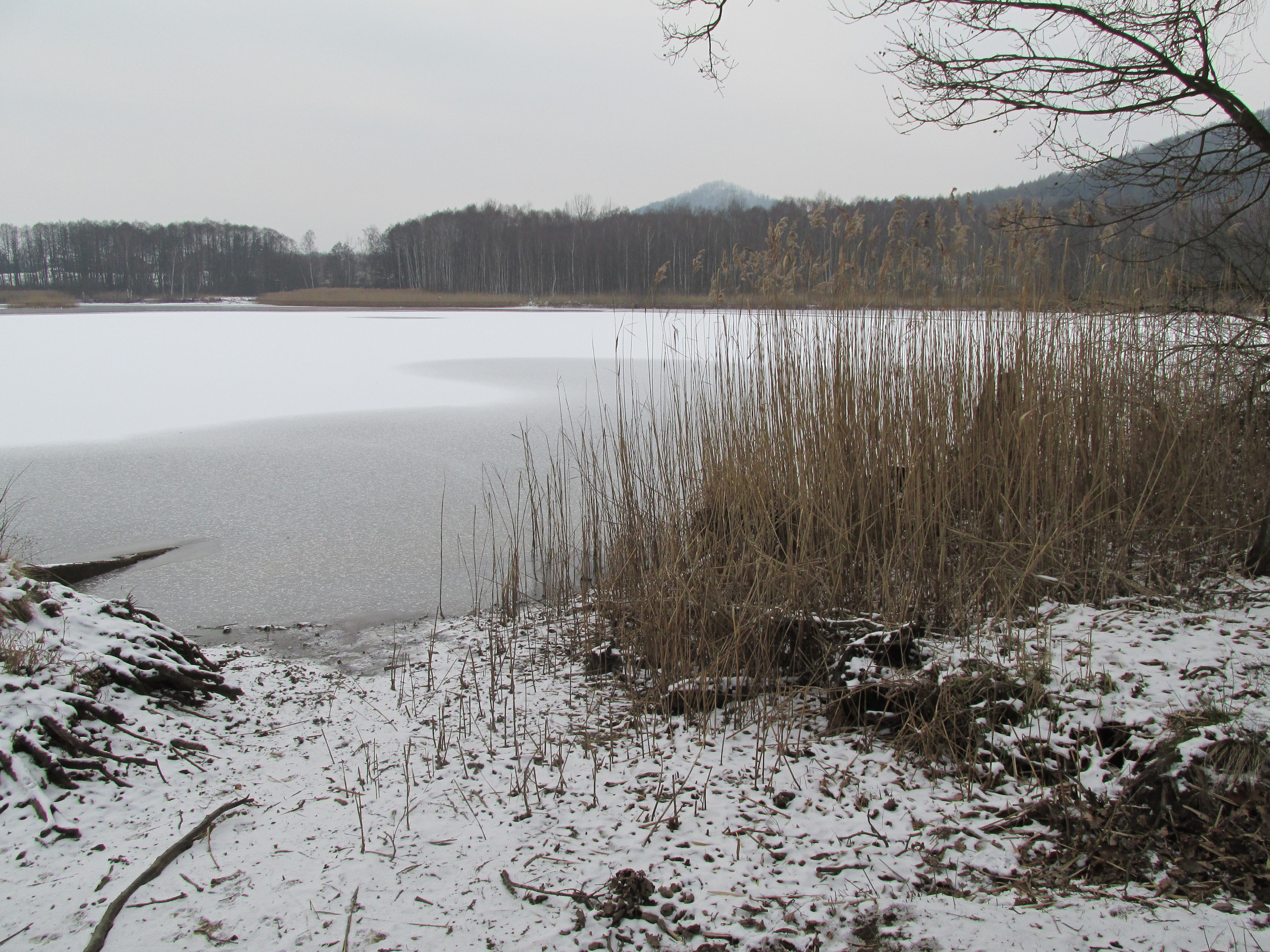
Pohled na rybník v zimním období
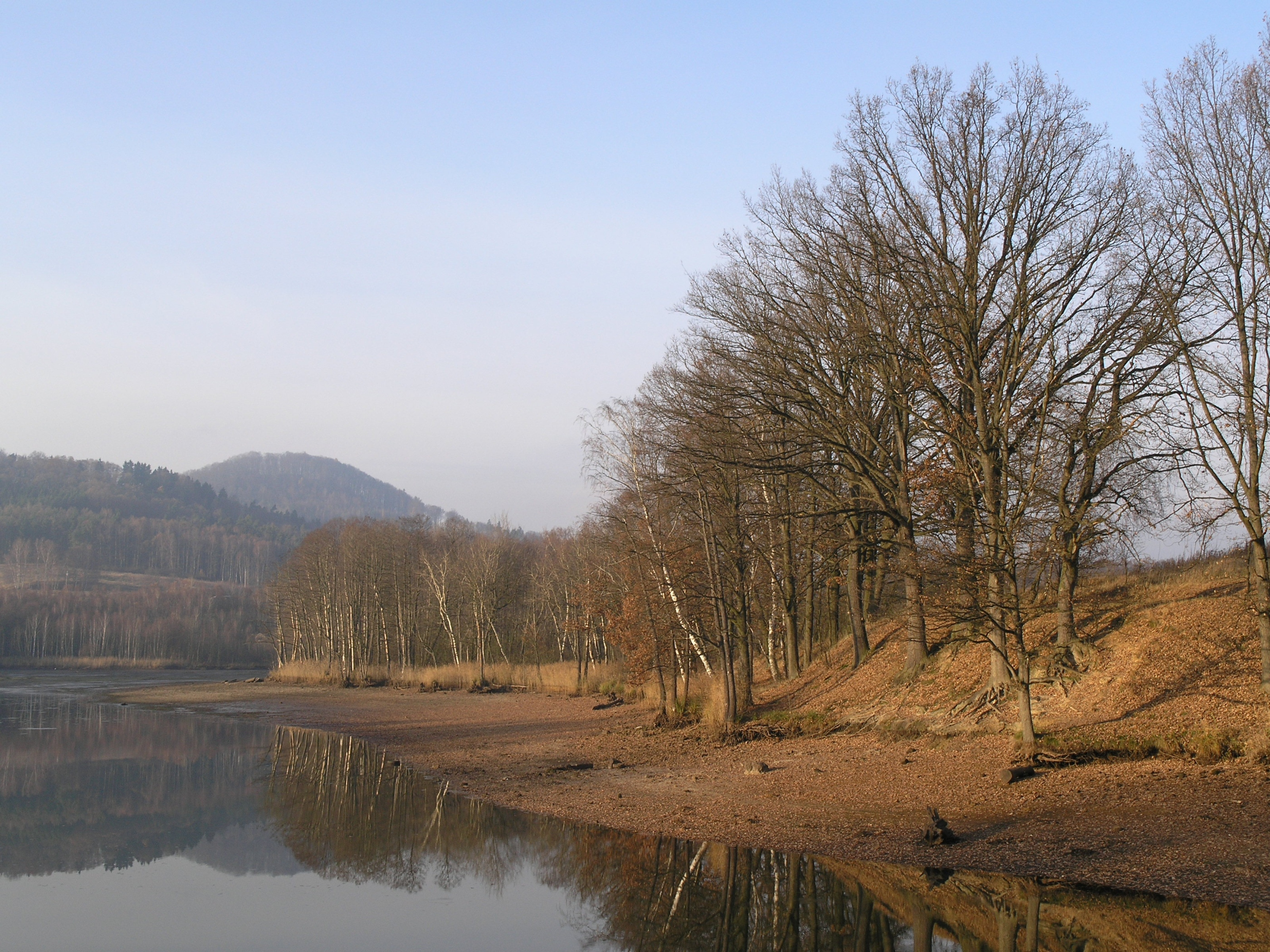
Upuštěný rybník
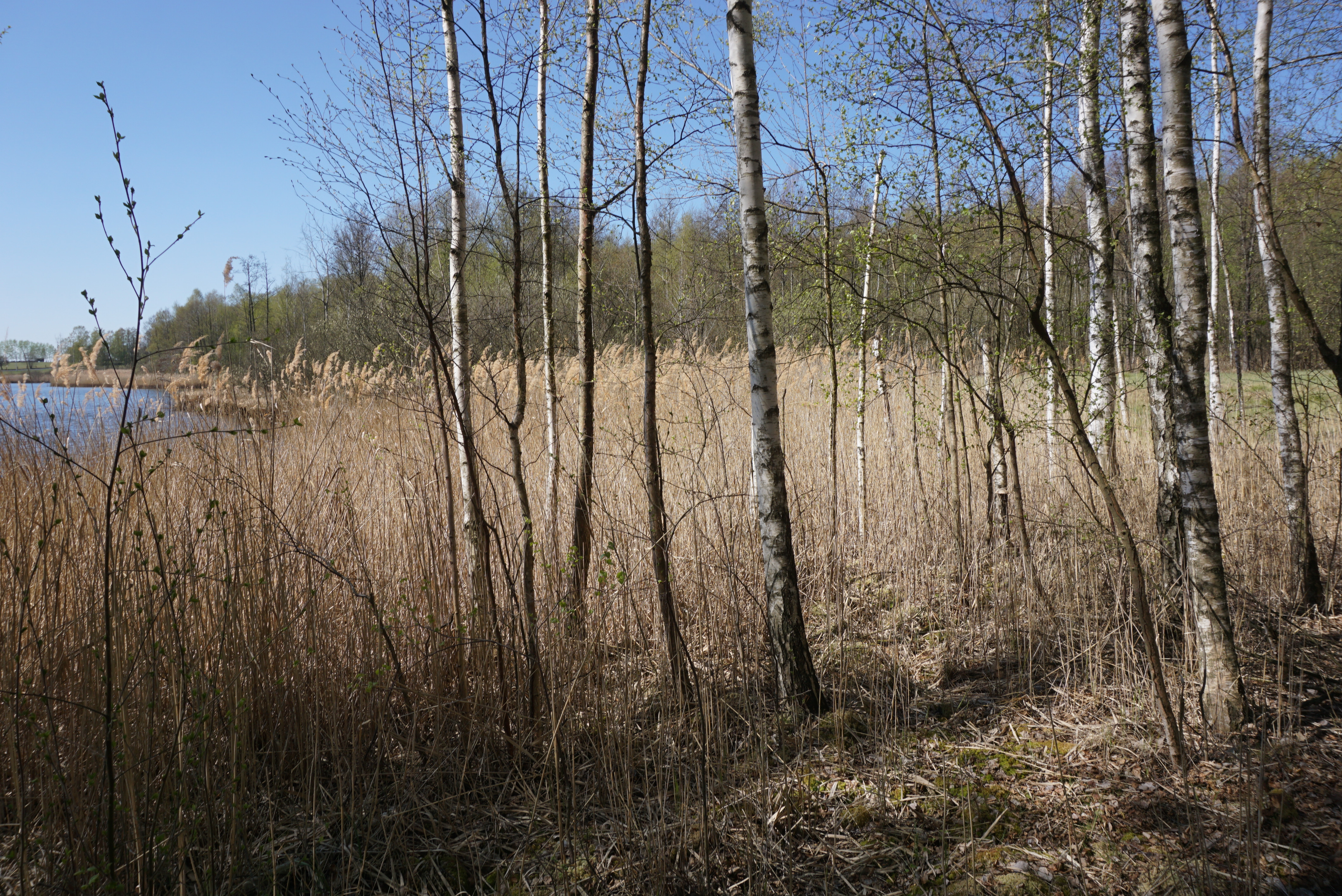
Rákosiny
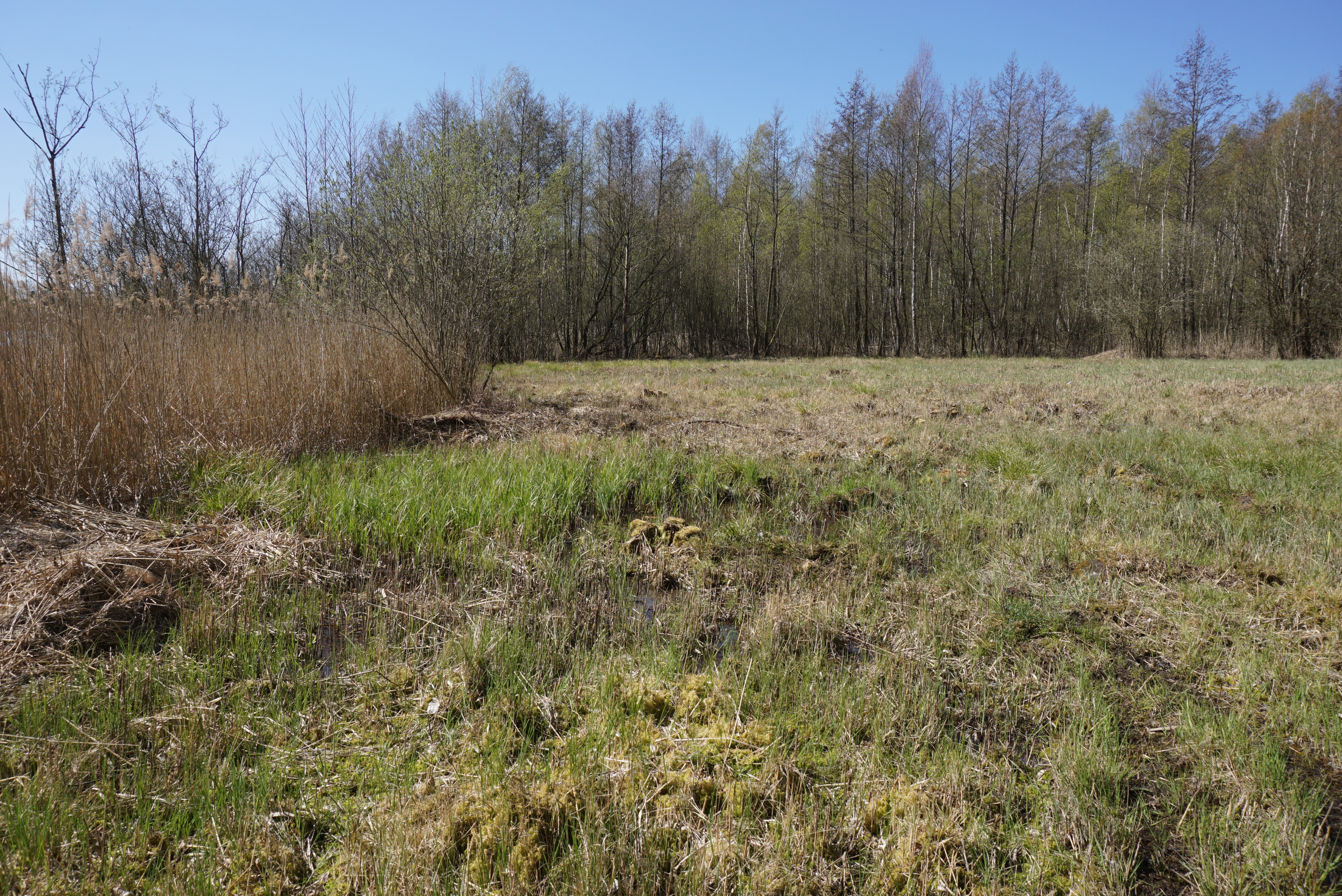
Nevápenité slatiniště
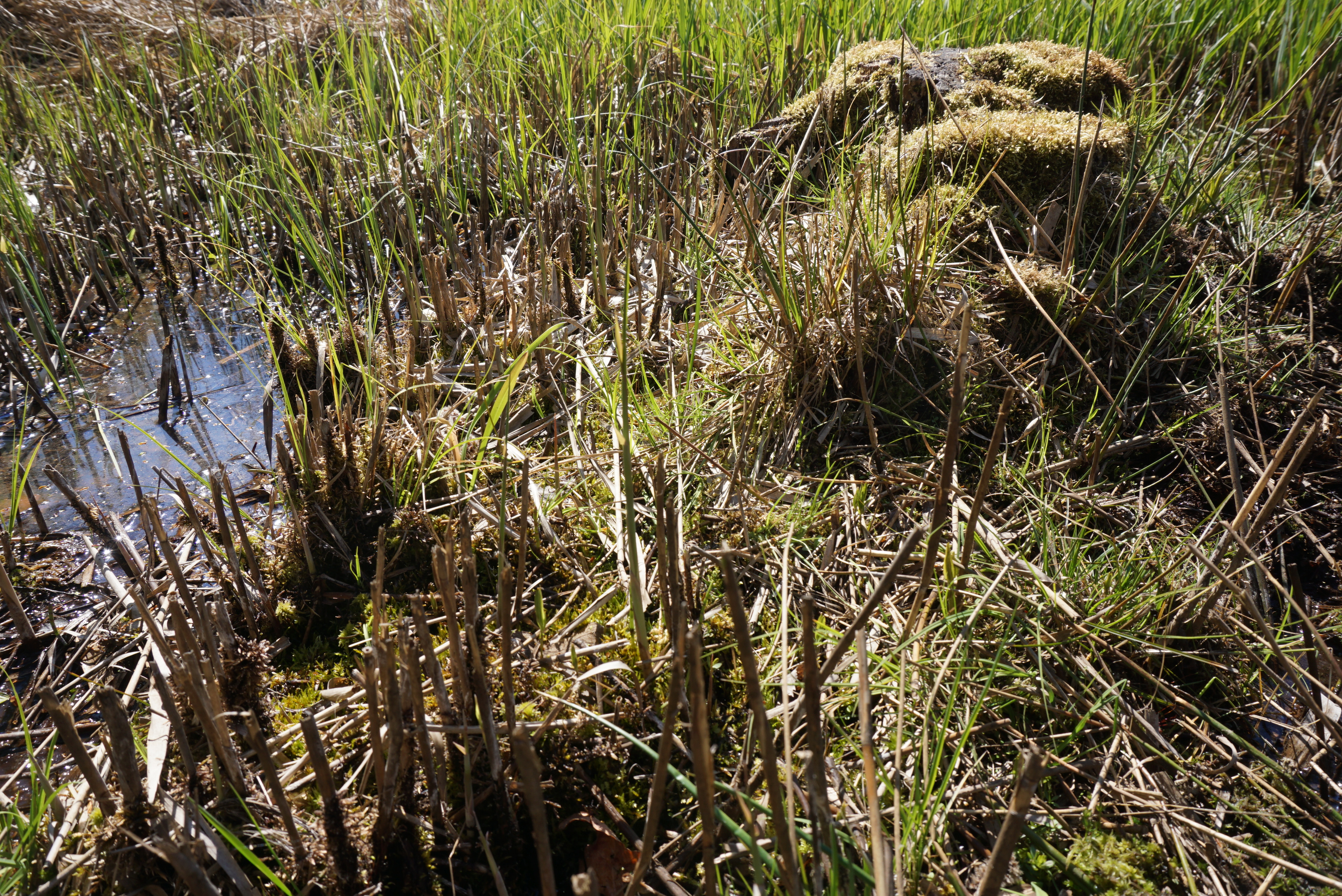
Nevápenité slatiniště (detail)
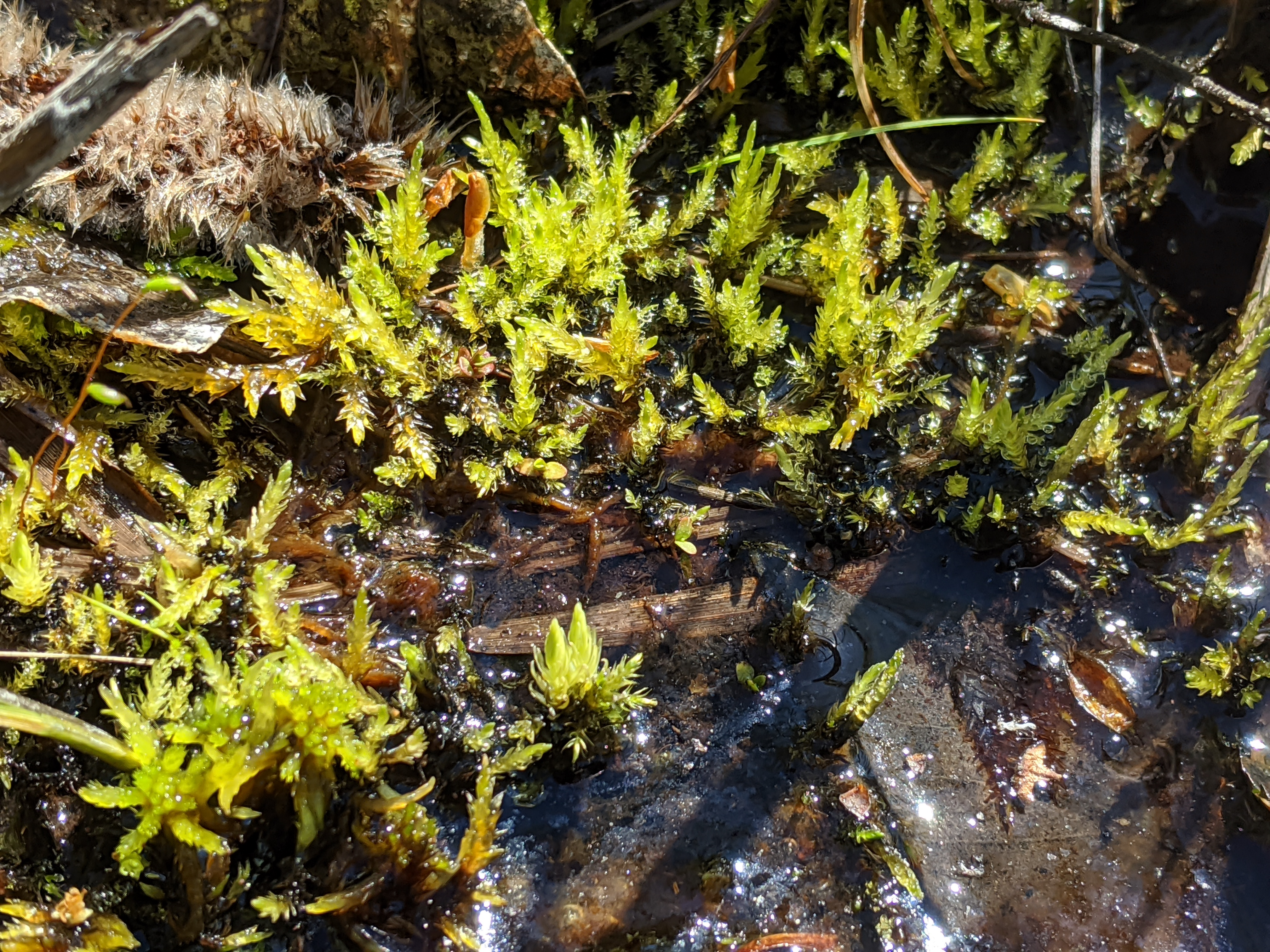
Mech bařinatka
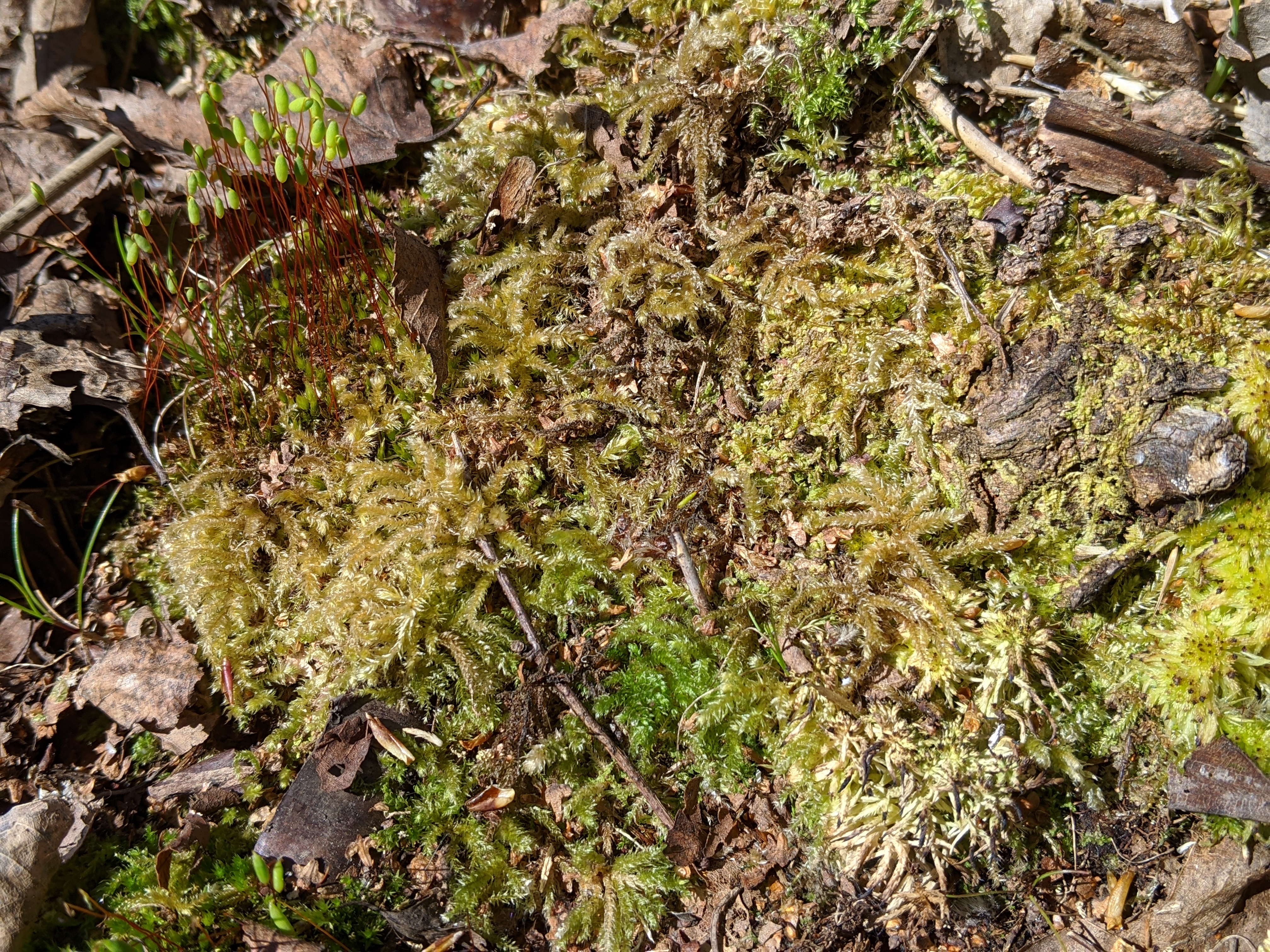
Různé druhy mechů